# Radio Moldova Muzical
Radio Moldova Muzical est une station de radio publique moldave dépendant de la compagnie de radiotélédiffusion nationale Teleradio-Moldova. Cette station est entièrement consacrée à la musique sous toutes ses formes, et diffuse des programmes allant de la musique classique et de l'opéra au rock et aux musiques électroniques, en passant par les variétés et la musique folklorique moldave.
Radio Moldova Muzical est uniquement diffusée en direct sur internet. La reprise des programmes en modulation de fréquence et en ondes courtes dans les principales villes du pays est toujours à l'étude en 2009.

## Site officiel
- Radio Moldova Muzical